# Benedikt von Ahlefeldt (Osterrade)
Benedikt (Bendix) von Ahlefeldt (* 1650; † 19. April 1712) war Herr auf Osterrade,
Kluvensiek, Sehestedt, Kronsburg und Träger des Danebrog-Ordens.

## Leben
Bendix von Ahlefeldt, Herr auf Osterrade, Kluvensiek, Sehestedt und Kronsburg war königlicher Geheimer Rat- und Landrat und erhielt am 28. August 1709 auf Schloss Frederiksborg den Danebrog-Orden. Als Danebrog-Ritter führte er die Devise: „Pro deo et rege“. Er starb am 19. April 1712 und wurde am 7. Juni 1712 mit so großem Aufwand beigesetzt, dass das Begräbnis 1400 Thaler kostete. Er war dreimal vermählt. Seine erste Gemahlin war Catharina von Buchwald, die Tochter des Hans Adolph von Buchwald auf Jersbek und Stegen und der Margaretha von Blome aus dem Hause
Seedorf, sie starb im Jahre 1685 als Mutter von drei Kindern. Die zweite Gemahlin war Margareta von Brockdorff, die Tochter von Joachim von Brockdorff auf Wensin, Gaartz und Bohlstorff und der Anna Margareta von Rantzau aus dem Hause Siggen. Sie war die Witwe des Hieronymus von Thienen auf Kühren. Im Jahr 1694 vermählte er sich zum dritten Mal mit Sophie von Reventlow, einer Tochter des Kanzlers Detlev von Reventlow. Sie wurde am 11. Juli 1658 geboren und war, als sie Benedikt von Ahlefeldt heiratete, die Witwe des Otto von Ahlefeldt auf Fresenburg. Benedikt von Ahlefeldt hatte mit seiner ersten Frau drei Kinder, mit einer dritten Frau vier Kinder, seine zweite Ehe blieb kinderlos.